# Sfondagiaco
Conosciuto anche con il nome di smagliatore fece la sua comparsa intorno al XIII secolo questa nuova tipologia d'arma dettata dalle esigenze belliche: era lo sfondagiaco, coltello-pugnale a due tagli con lama molto robusta e punta rinforzata, spesso a brocco (lunga e acuminata). Veniva usato per penetrare il giaco, cioè la camicia di maglia di ferro indossata sotto la sopravveste e successivamente sotto l'armatura, con un micidiale colpo di stocco.  
Molto usato dagli "spazzini" dei campi di battaglia, che lo usavano per finire i soldati morenti prima di passare a spogliarli di ogni cosa di valore, in questo caso forse sarebbe più giusto però parlare di misericordia.